# François-Léon Duin
François-Léon Duin, francoski general, * 1890, † 1965.